# Prínia capnegra
La prínia capnegra (Bathmocercus cerviniventris) és una espècie d'ocell passeriforme que pertany a la família Cisticolidae.

## Distribució i hàbitat
Es troba a Costa d'Ivori, Ghana, Guinea, Libèria i Sierra Leone.
L'hàbitat natural són els boscos humits tropicals o subtropicals de les terres baixes, els pantans subtropicals o tropicals i/o els humits tropicals o subtropicals de muntanya. No hi ha prou dades per a determinar el nivell d'amenaça de l'espècie per la pèrdua d'hàbitat.